# PGC 2421510
LEDA/PGC 2421510 ist eine Galaxie im Sternbild Großer Bär am Nordsternhimmel. Sie ist schätzungsweise 442 Millionen Lichtjahre von der Milchstraße entfernt und hat einen Durchmesser von etwa 55.000 Lichtjahren. Vom Sonnensystem aus entfernt sich das Objekt mit einer errechneten Radialgeschwindigkeit von näherungsweise 9.800 Kilometern pro Sekunde.
Im selben Himmelsareal befinden sich u. a. die Galaxien NGC 4732, PGC 43540, PGC 2410132, PGC 2420514.